# Соболиха (Вологодская область)
Соболиха — деревня в Сямженском районе Вологодской области при впадении реки Малый Пунгул в Большой Пунгул.
Входит в состав Житьёвского сельского поселения, с точки зрения административно-территориального деления — в Житьёвский сельсовет.
Расстояние по автодороге до районного центра Сямжи — 17,5 км, до центра муниципального образования Житьёва — 2,5 км. Ближайшие населённые пункты — Завозиха, Ярыгино, Мякотиха.
По переписи 2002 года население — 3 человека.